# سلفتة
السِّلْفِتة طريقة حفظ تستخدم لإطالة العمر الافتراضي للنبيذ والفواكه المجففة والفجل الحار. يكون لثنائي أكسيد الكبريت أو الكبريتيت المتكون في محلول مائي تأثير وقائي. السلفتة معروفة منذ العصور القديمة. حُظِر مؤقتًا بسبب الإفراط فيه. سمح الإمبراطور مِكسِمِلين الأول بكبريت النبيذ مرة أخرى ووصف قيمة قصوى (نحو 40 مجم / لتر).